# 雷德艾鎮區 (明尼蘇達州沃迪納縣)
雷德艾鎮區（英語：Red Eye Township）是位於美國明尼蘇達州沃迪納縣的一個行政鎮區。

## 地方資料
雷德艾鎮區的面積為90.99平方千米，當中陸地面積為90.87平方千米，而水域面積為0.12平方千米。根據2020年美國人口普查的數據，當地共有人口506人，而人口密度為每平方千米5.56人。